# Velîka Rudka, Dîkanka
Velîka Rudka (în ucraineană Велика Рудка) este localitatea de reședință a comunei Velîka Rudka din raionul Dîkanka, regiunea Poltava, Ucraina.

## Demografie
Componența lingvistică a localității Velîka Rudka
     Ucraineană (90,22%)
     Rusă (5,15%)
     Alte limbi (0,17%)
Conform recensământului din 2001, majoritatea populației localității Velîka Rudka era vorbitoare de ucraineană (90,22%), existând în minoritate și vorbitori de rusă (5,15%).